# Castelo Branco
Para buscar el presidente de Brasil, ver Humberto de Alencar Castelo Branco.
Castelo Branco [kɐʃˌtɛɫu ˈbrɐ̃ku]ⓘ es una ciudad y municipio del interior de Portugal, capital del distrito homónimo. La ciudad tiene una población de 34 000 habitantes, y el municipio suma un total de 56 000 personas, teniendo una extensión de 1439,9 km². Es parte de la región estadística del Centro (NUTS II) y de la comunidad intermunicipal de la Beira Baixa. La ciudad toma nombre de un castillo que actualmente se encuentra en ruinas. Su nombre, literalmente, significa «castillo blanco».

## Símbolos
La aprobación del escudo heráldico, el sello y la bandera de la Cámara Municipal fue publicada el 11 de enero de 1936 en el Diário do Governo.

«De gules, con un castillo de plata abierto y aclarado de sable. Corona mural de plata de cinco torres. Listel de plata, con la leyenda de sable "Cidade de Castelo Branco"».

## Historia
No se sabe cuál es el origen del nombre antiguo de la ciudad (Moncarche) ni tampoco por qué los templarios lo cambiaron al actual. Tal vez tenga que ver con un antiguo pueblo –Cattaleucos– que Claudio Ptolomeo situó entre los celtas de Lusitania y, según el, fue fundado por Cartago en 500 a. C. y puede que por aquel entonces se tuviese pensado Moncarche (nombre que tenía, al inicio del siglo XIII, la pequeña población situada en el lugar del castillo) estaba situado en el lugar de la antigua Cattaleucos: «No hay otra notícia sobre la ubicación de Cattaleucos que la de Ptolomeo y cómo sus tablas no son correctas en las posiciones individuales, no podemos asegurar la ubicación de la ciudad.»

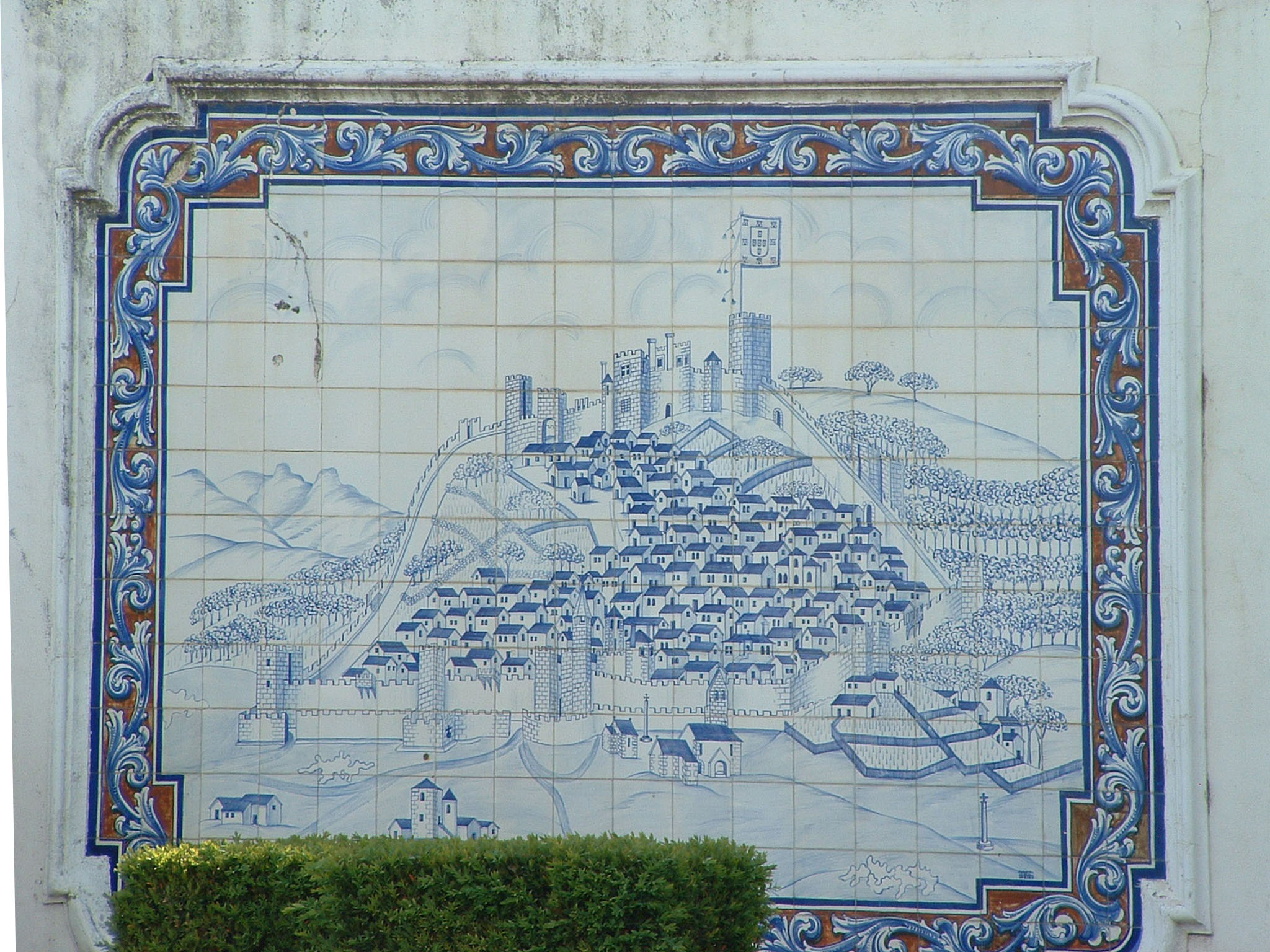
Vista de la localidad en un mural de azulejos

Se cree que Cattaleucos era una ciudad dedicada a la diosa Leucótea. ¿Tendría lógica que una civilización de navegantes (Cartago) dedicase una ciudad a una diosa del mar y protectora de los marinos? La tradición considera que Castraleuca es el nombre antiguo de la ciudad, que puede ser una forma popular y corrupta de Cattaleucos”.
De la historia antes de 1182 poco se sabe. Existe un documento de esta fecha donde se menciona a los templarios convivir en Vila Franca da Cardosa. Dicha misiva fue emitida por Fernandes Sanches. En 1213 recibió la carta foral de Pedro Alvito, cedido por los templarios, en el que aparece por primera vez la denominación Castel-Branco. El papa Inocencio III llegaría a confirmar este nombre en 1215 denominándola Castelobranco.
En 1510 es concedido el Novo Foral a Castelo Branco, por Manuel I, adquiriendo más tarde el título de notável com a carta de Juan III, en 1535. Se convierte en el año 1642 en Vila de Castelo Branco, notable cabeza de la comarca y de las mejores de Beira Baixa.

## Demografía
| Gráfica de evolución demográfica de Castelo Branco entre 1801 y 2021 |
|                                                                      |
| Datos según el nomenclátor publicado por el INE portugués.           |

## Geografía

### Clima
Castelo Branco tiene un clima mediterráneo Csa (templado con verano seco y caluroso) según la clasificación climática de Köppen.
| Parámetros climáticos promedio de Castelo Branco, elevación: 386 m (normales 1981-2010, extremos 1981-2022) | Parámetros climáticos promedio de Castelo Branco, elevación: 386 m (normales 1981-2010, extremos 1981-2022) | Parámetros climáticos promedio de Castelo Branco, elevación: 386 m (normales 1981-2010, extremos 1981-2022) | Parámetros climáticos promedio de Castelo Branco, elevación: 386 m (normales 1981-2010, extremos 1981-2022) | Parámetros climáticos promedio de Castelo Branco, elevación: 386 m (normales 1981-2010, extremos 1981-2022) | Parámetros climáticos promedio de Castelo Branco, elevación: 386 m (normales 1981-2010, extremos 1981-2022) | Parámetros climáticos promedio de Castelo Branco, elevación: 386 m (normales 1981-2010, extremos 1981-2022) | Parámetros climáticos promedio de Castelo Branco, elevación: 386 m (normales 1981-2010, extremos 1981-2022) | Parámetros climáticos promedio de Castelo Branco, elevación: 386 m (normales 1981-2010, extremos 1981-2022) | Parámetros climáticos promedio de Castelo Branco, elevación: 386 m (normales 1981-2010, extremos 1981-2022) | Parámetros climáticos promedio de Castelo Branco, elevación: 386 m (normales 1981-2010, extremos 1981-2022) | Parámetros climáticos promedio de Castelo Branco, elevación: 386 m (normales 1981-2010, extremos 1981-2022) | Parámetros climáticos promedio de Castelo Branco, elevación: 386 m (normales 1981-2010, extremos 1981-2022) | Parámetros climáticos promedio de Castelo Branco, elevación: 386 m (normales 1981-2010, extremos 1981-2022) |
| Mes | Ene. | Feb. | Mar. | Abr. | May. | Jun. | Jul. | Ago. | Sep. | Oct. | Nov. | Dic. | Anual |
| --- | --- | --- | --- | --- | --- | --- | --- | --- | --- | --- | --- | --- | --- |
| Temp. máx. abs. (°C)                                                                                        | 25.4 | 22.3 | 27.1 | 30.0 | 35.5 | 40.0 | 42.6 | 41.6 | 40.2 | 32.5 | 25.2 | 20.1 | 42.6 |
| Temp. máx. media (°C)                                                                                       | 12.1 | 14.0 | 17.7 | 18.7 | 22.9 | 28.3 | 32.2 | 31.9 | 27.4 | 21.0 | 15.6 | 12.4 | 21.1 |
| Temp. media (°C)                                                                                            | 8.1 | 9.6 | 12.6 | 13.5 | 17.2 | 21.7 | 24.9 | 24.8 | 21.4 | 16.4 | 11.7 | 8.8 | 15.8 |
| Temp. mín. media (°C)                                                                                       | 4.1 | 5.1 | 7.3 | 8.3 | 11.4 | 15.0 | 17.6 | 17.5 | 15.3 | 11.8 | 7.6 | 5.1 | 10.5 |
| Temp. mín. abs. (°C)                                                                                        | -3.9 | -2.2 | -4.8 | 0.4 | 2.9 | 7.3 | 8.9 | 10.0 | 6.2 | 3.4 | -2.4 | -3.4 | -4.8 |
| Precipitación total (mm)                                                                                    | 101.0 | 71.3 | 55.3 | 60.6 | 53.7 | 21.6 | 8.3 | 8.1 | 39.8 | 124.5 | 114.9 | 124.2 | 783.3 |
| Horas de sol                                                                                                | 151.9 | 167.6 | 242.9 | 232.2 | 268.1 | 316.1 | 355.4 | 335.2 | 252.1 | 195.7 | 154.0 | 123.4 | 2794.6 |
| Humedad relativa (%)                                                                                        | 80 | 73 | 61 | 62 | 59 | 49 | 41 | 43 | 53 | 69 | 78 | 83 | 62.6 |
| Fuente n.º 1: IPMA                                                                                          | | | | | | | | | | | | | |
| Fuente n.º 2: IPMA (horas de sol), (humedad)                                                                | | | | | | | | | | | | | |

### Freguesias
Las freguesias de Castelo Branco son las siguientes:
- Alcains
- Almaceda
- Benquerenças
- Castelo Branco
- Cebolais de Cima e Retaxo
- Escalos de Baixo e Mata
- Escalos de Cima e Lousa
- Freixial e Juncal do Campo
- Lardosa
- Louriçal do Campo
- Malpica do Tejo
- Monforte da Beira
- Ninho do Açor e Sobral do Campo
- Póvoa de Rio de Moinhos e Cafede
- Salgueiro do Campo
- Santo André das Tojeiras
- São Vicente da Beira
- Sarzedas
- Tinalhas

## Cultura

### Gastronomía

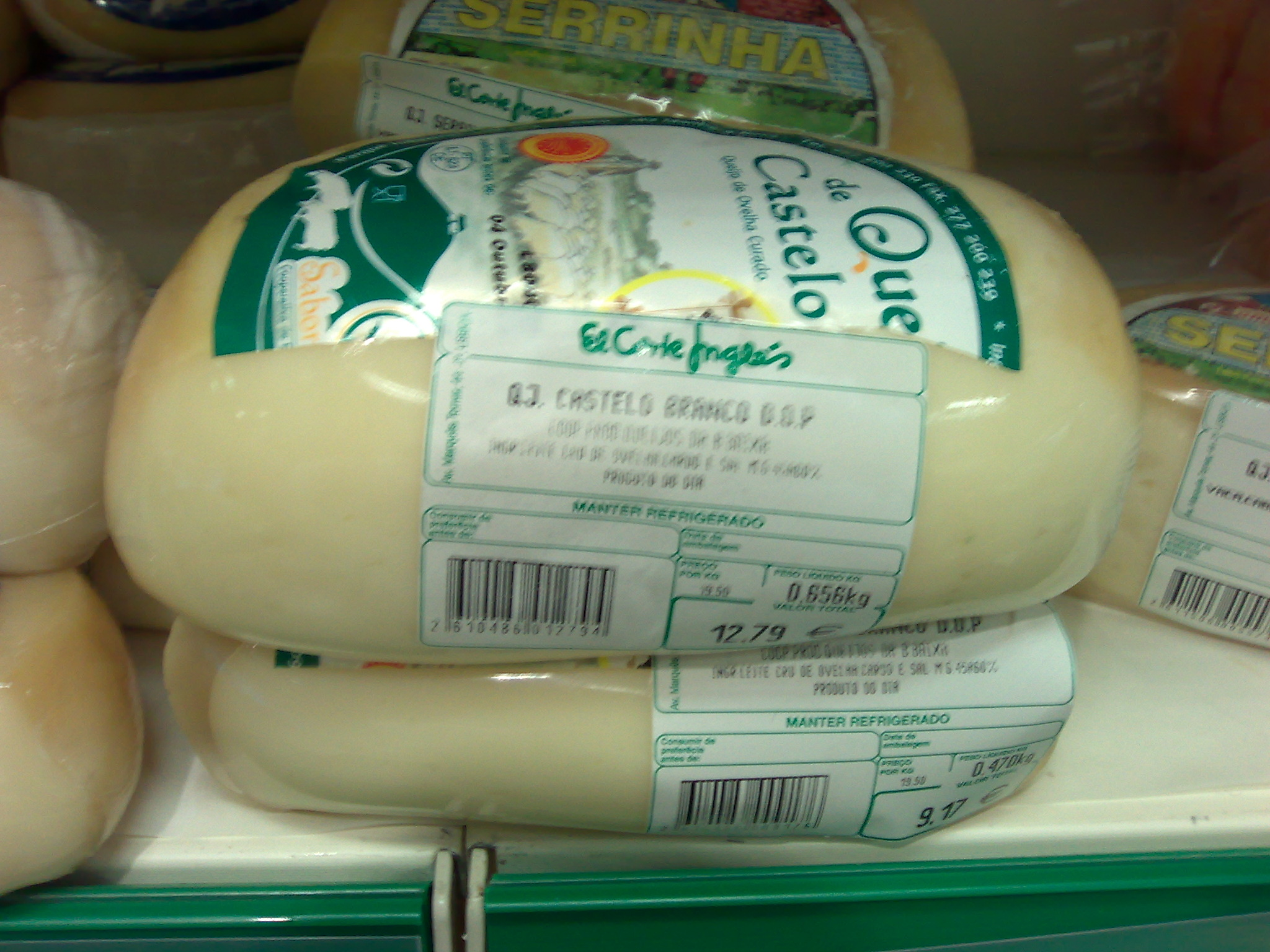
Queso de Castelo Branco

Entre los platos típicos de la localidad se encontrarían las empanadas de Castelo Branco, la sopa de Matação, el cabrito assado, laburdo, fígado de cebolada, perdiz no forno, cabrito recheado (Alcains), fritada (matança) y embutidos (morcela, chouriço, farinheira) en Póvoa de Rio de Moinhos, ensopado de Cabrito en Tinalhas, fressura com ervas, ensopado de cabrito e Seventre (matança) en S. Vicente da Beira, bucho recheado en Lardosa, maranhos (festa de Verão) en Salgueiro do Campo, miga de batata co tomate en Ninho do Açor, sopa de grão (casamentos) en Monforte da Beira, miga de peixe en Malpica do Tejo y sopa de massa en Cebolais de Cima. Entre los quesos están el queso de Castelo Branco, el queso amarelo da Beira Baixa y el queso picante da Beira Baixa.
Entre los dulces se comen papas de Carolo, arroz doce, tijeladas, broas de mel, biscoitos de azeite, bolo de festa, borrachões, Pão-de-Ló, bola de Páscoa, filhós fritas e filhós fintas, minutos (S. Vicente da Beira), bicas (Escalos de Cima, Lousa, Salgueiro do Campo, Caféde, Sarzedas), cavacas, fascias ou Xurrilhos (Monforte da Beira) y papas de milho e Cavacões (Benquerenças).

### Ciudades hermanadas
- Cáceres (España)
- Plasencia (España)
- Guanare (Venezuela)
- Puławy (Polonia)
- Zhuhai (China)